# Makalu
O Makalu (em nepali: मकालु हिमाल; romaniz.: Makālu himāl; em chinês: 马卡鲁峰, pinyin: Mǎkǎlǔ Shān) é a quinta montanha mais alta do mundo, elevandos-e a 8 462 de altitude. Está localizada 22 km a leste do monte Everest, nos Himalaias. É um pico isolado cuja forma lembra uma pirâmide de quatro faces (pico piramidal). Tem 2 378 m de proeminência topográfica e 17,23 km de isolamento topográfico de 17,23 km.
O Makalu tem dois picos subsidiários notáveis: o Kangchungtse (ou Makalu II; 7 678 m) e o Chomo Lonzo (ou Lhamalangcho; 7 804 m). O primeiro fica cerca 3 km a norte-noroeste do cume principal; o segundo fica cerca de 5 km a norte-nordeste do cume principal, do qual está separado por um planalto largo. Os dois picos subsidiários estão ligados por uma selada (portela em forma depressão oblong) estreita com 7.2 km.
O Makalu é considerado uma das montanhas mais difíceis de se escalar em todo o mundo. É conhecido por suas subidas íngremes e seus cumes afiados.
O primeiro português a atingir o seu cume foi Gonçalo Velez, em 16 de maio de 2002. Em 19 de maio de 2008, o alpinista português João Garcia também atingiu o cume, sozinho e sem recurso a oxigénio artificial.
No dia 11 de maio de 2008, os alpinistas Waldemar Niclevicz e Irivan Gustavo Burda, da primeira expedição brasileira ao Makalu, alcançarem o cume.

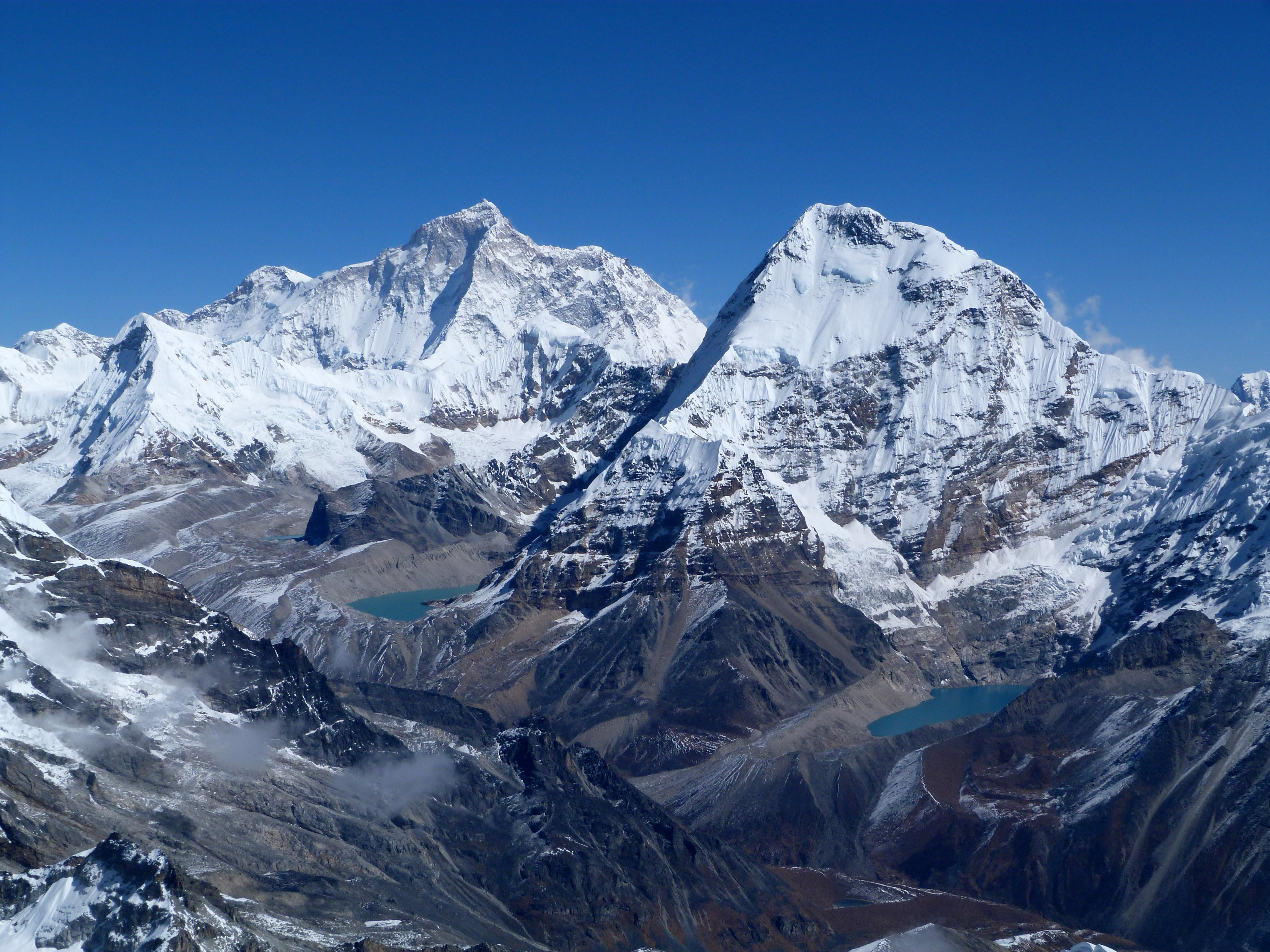
O Makalu (à esquerda) e o Chomo Lonzo (à direita), vistos de sudoeste
Modelo tridimensional do Makalu